# Ligue mondiale de volley-ball 2003
Navigation
Édition précédente Édition suivante
La 14e Ligue mondiale de volley-ball s'est déroulée du 16 mai au 13 juillet 2003.

## Tour intercontinental

### Poule A
| Équipes   | Pts | Joués | Gagnés | Perdus | SP | SC |
| Russie    | 22  | 12    | 10     | 2      | 31 | 13 |
| Pologne   | 18  | 12    | 6      | 6      | 24 | 21 |
| Espagne   | 17  | 12    | 5      | 7      | 23 | 31 |
| Venezuela | 15  | 12    | 3      | 9      | 16 | 29 |

### Poule B
| Équipes   | Pts | Joués | Gagnés | Perdus | SP | SC |
| Brésil    | 22  | 12    | 10     | 2      | 32 | 13 |
| Italie    | 20  | 12    | 8      | 4      | 28 | 16 |
| Allemagne | 16  | 12    | 4      | 8      | 20 | 29 |
| Portugal  | 14  | 12    | 2      | 10     | 11 | 33 |

### Poule C
| Équipes              | Pts | Joués | Gagnés | Perdus | SP | SC |
| Serbie-et-Monténégro | 20  | 12    | 8      | 4      | 30 | 19 |
| Bulgarie             | 20  | 12    | 8      | 4      | 31 | 21 |
| Pays-Bas             | 17  | 12    | 5      | 7      | 20 | 27 |
| Cuba                 | 15  | 12    | 3      | 9      | 16 | 30 |

### Poule D
| Équipes  | Pts | Joués | Gagnés | Perdus | SP | SC |
| Tchéquie | 20  | 12    | 8      | 4      | 29 | 19 |
| Grèce    | 19  | 12    | 7      | 5      | 24 | 25 |
| France   | 18  | 12    | 6      | 6      | 26 | 20 |
| Japon    | 15  | 12    | 3      | 9      | 16 | 31 |

## FinalMadridEspagnedu 8 au 13 juillet

### Poule E
| Équipes              | Pts | Joués | Gagnés | Perdus | SP | SC |
| Serbie-et-Monténégro | 6   | 3     | 3      | 0      | 9  | 2  |
| Tchéquie             | 5   | 3     | 2      | 1      | 6  | 5  |
| Espagne              | 4   | 3     | 1      | 2      | 5  | 7  |
| Grèce                | 3   | 3     | 0      | 3      | 3  | 9  |

### Poule F
| Équipes  | Pts | Joués | Gagnés | Perdus | SP | SC |
| Brésil   | 6   | 3     | 3      | 0      | 9  | 3  |
| Italie   | 4   | 3     | 1      | 2      | 6  | 7  |
| Bulgarie | 4   | 3     | 1      | 2      | 5  | 7  |
| Russie   | 4   | 3     | 1      | 2      | 5  | 8  |

### Demi-finales
- Serbie-et-Monténégro 3-0  Italie  (26-24 25-22 25-16)
- Brésil 3-0  Tchéquie  (25-12 25-2 25-18)

### Match pour la3eplace
- Italie 3-1  Tchéquie  (22-25 25-22 25-22 25-19)

### Finale
- Brésil 3-2  Serbie-et-Monténégro  (25-16 21-25 19-25 25-23 31-29)

## Classement final
| Place              | Équipe               |
| ------------------ | -------------------- |
| Médaille d'or      | Brésil               |
| Médaille d'argent  | Serbie-et-Monténégro |
| Médaille de bronze | Italie               |
| 4                  | Tchéquie             |
| 5                  | Bulgarie             |
| 5                  | Espagne              |
| 7                  | Grèce                |
| 7                  | Russie               |
| 9                  | Pologne              |
| 10                 | France               |
| 10                 | Allemagne            |
| 10                 | Pays-Bas             |
| 13                 | Cuba                 |
| 13                 | Japon                |
| 13                 | Portugal             |
| 13                 | Venezuela            |

## Distinctions individuelles
- MVP : Ivan Miljkovic  Serbie-et-Monténégro
- Meilleur attaquant : Martin Lebl  République tchèque
- Meilleur central : Andrija Geric  Serbie-et-Monténégro
- Meilleur serveur : Andrija Geric  Serbie-et-Monténégro
- Meilleur défenseur : Dutra Santos Sérgio  Brésil
- Meilleur passeur : Marco Meoni  Italie
- Meilleur réceptionneur : Dutra Santos Sérgio  Brésil